# 韓國燒烤
韓國燒烤（韓語：고기구이），又稱朝鮮燒烤、韓式烤肉，是朝鮮民族的一種傳統烤肉方式，常用生鐵鍋、生鐵板、銅板、銅鍋等食器，食材多以醃漬的肉類與海鮮為主，有時佐以醃漬醬料與蔬菜湯汁一起烤食。

## 歷史
一種說法認為是源於東北亞古國高句麗的貊炙，用火炙燒未經醃漬的串燒肉，直到高麗王朝稱為雪夜覓炙，即在雪夜裡吃的烤肉。朝鮮王朝時韓式烤薄牛肉片為宮廷及上層兩班專享的料理，當時稱為韓語：，近代起逐漸流入民間，成為宴客的料理。

## 食材和使用方式

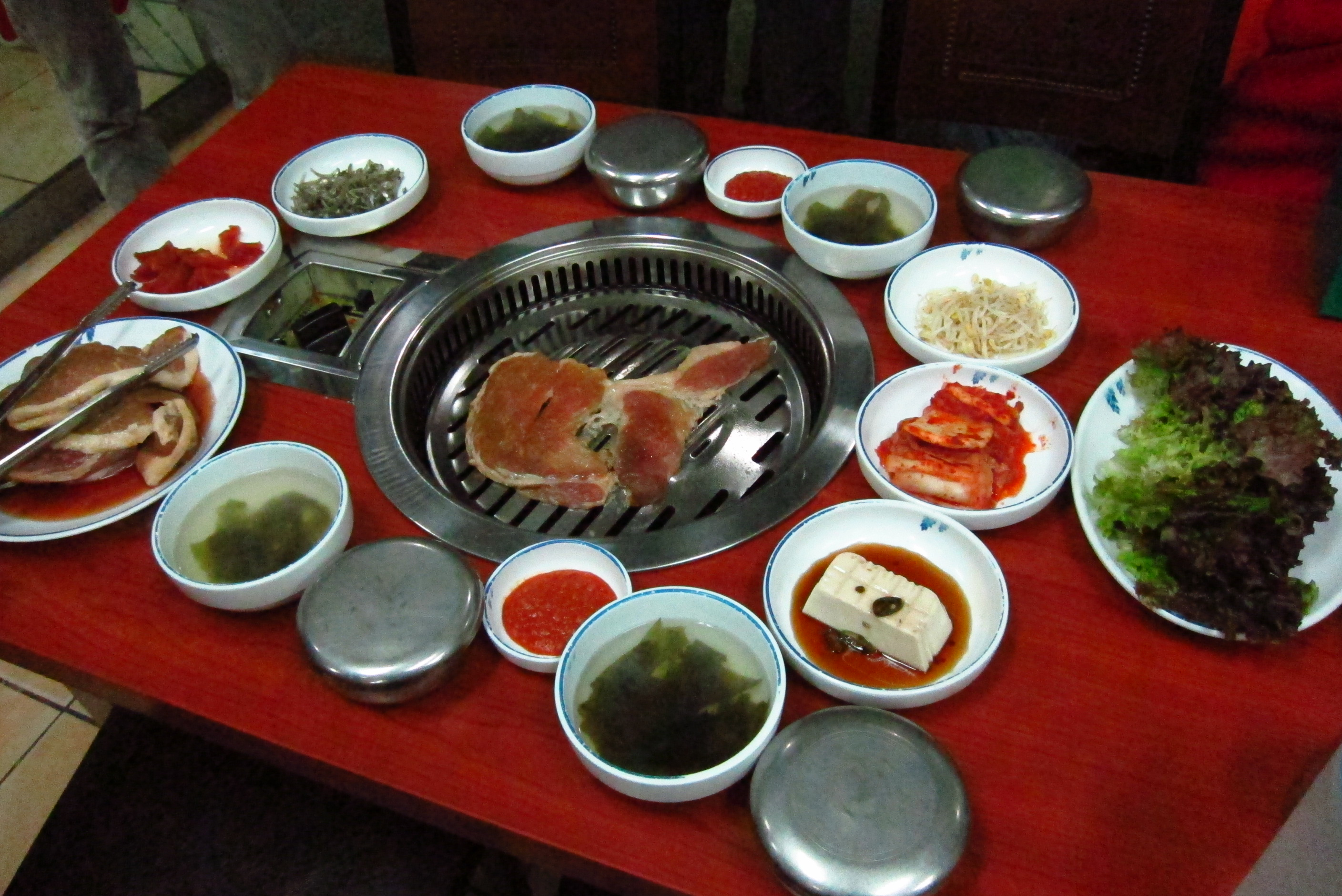
一份以梅花肉為主的韓國燒烤。

韓國燒烤一般食材包括烤薄牛肉片、烤牛肋骨、烤肉餅、烤雞肉片、烤三層肉等。
一般會配上萵苣、豆芽菜、大蔥、高麗菜等大量蔬菜食用，也可組成銅盤烤肉，在燒烤鍋的週邊加上白色高湯，在烤肉完畢之後還可以把冬粉放入去吸收湯汁。
如果是家宴請客，那麼烤肉會被優先選好再給客人用，其中最上等的烤肉是廚師在廚房特製好的，以表達尊敬的含義。
在韓國餐廳用餐時，一般必定搭配飯饌食用，其中又以各式泡菜和海藻類小菜居多。在餐廳的飯桌上會使用頂部凸起的烤盤，配上瓦斯爐來烤，上面有抽煙機的管道幫助去除煙味。此外在韓國，會把烤肉片放在萵苣或紫蘇葉中，加入一點點的麵豉醬或蒜頭，再包裹起來吃，這種吃法是非常韓國的道地吃法。